# Dinaburg FC
Dinaburg FC foi uma equipe letão de futebol com sede em Daugavpils. Disputava a primeira divisão da Letônia (Virslīga).
Seus jogos foram mandados no Daugavas Stadions, que possui capacidade para 3.480 espectadores.

## História
O Dinaburg FC foi fundado em 1996.